# Jey Uso
Joshua Fatu (né le 22 août 1985 à San Francisco (Californie)) est un catcheur (lutteur professionnel) américain d'origine samoane. Il travaille actuellement à la World Wrestling Entertainment, dans la division Raw, sous le nom de Jey Uso.
Il est connu pour avoir formé une équipe avec son frère jumeau Jimmy Uso (The Usos).

## Jeunesse
Il est le fils de Rikishi, le frère jumeau de Jimmy et le grand frère de Solo Sikoa.
Il est également le cousin de Roman Reigns et du Rock, ainsi que le neveu d'Umaga.

## Carrière de catcheur

### Circuit Indépendant (2008-2010)
Le 12 décembre 2008 à NWA Prime Time des promotions Prime Time Pro Wrestling et National Wrestling Alliance, son frère jumeau et lui font leurs débuts, sous le nom des Samoan Soldiers, disputent leur premier match et battent Killer Instinct (Jake Slater et Mark Stratus).
Le 14 janvier 2010 à FCW TV #70, ils font leurs débuts à la Florida Championship Wrestling, sous le nom des Usos Brothers, disputent leur premier match et battent les Rotundo (Bo et Duke Rotundo). Le 13 mars, ils deviennent les nouveaux champions par équipes de la FCW en battant les Fortunate Sons (Brett DiBiase et Joe Hennig) et remportent leurs premiers titres par équipes de leurs carrières.
Le 3 juin, ils ne conservent pas leurs ceintures, battus par Los Aviadores (Dos Equis et Hunico).

### World Wrestling Entertainment (2010-...)

#### Débuts àRawet doubles champions par équipe de la WWE (2010-2016)

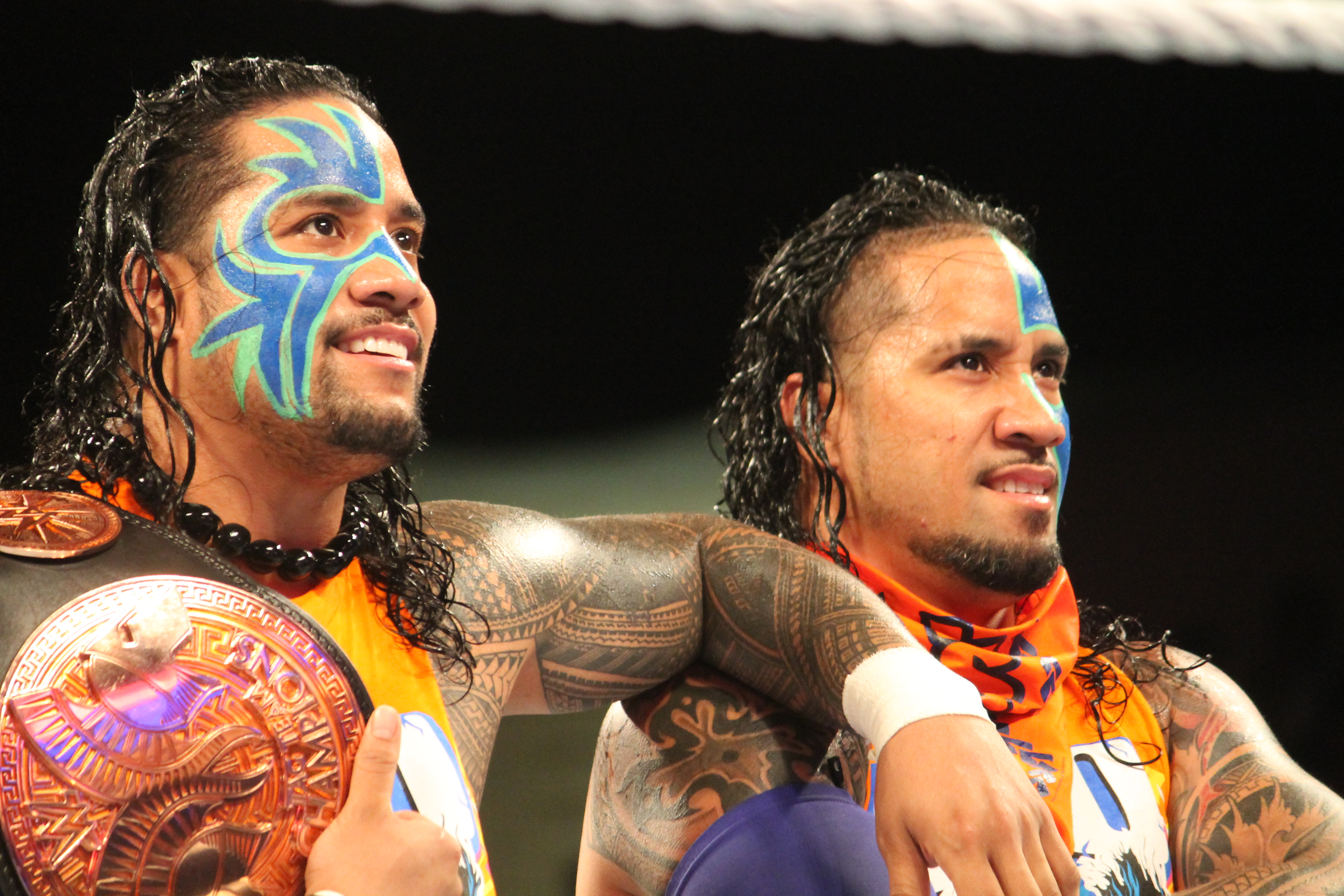
The Usos en tant que champions par équipes en 2014.

Le 24 mai 2010 à Raw, ils effectuent leurs débuts à la World Wrestling Entertainment en tant que Heel, sous le nom des Usos et accompagnés de leur cousine Tamina, et le trio samoan attaque celui de la Hart Dynasty (David Hart Smith, Tyson Kidd et Natalya). Le 20 juin à WWE 4-Way Finale, leur cousine et eux perdent face au trio adverse dans un 6-Person Mixed Tag Team match.
Le 18 juillet à Money in the Bank, ils ne remportent pas les titres unifiés par équipe de la WWE, battus par leurs mêmes adversaires. Le 19 septembre à Night of Champions, ils ne remportent pas, une nouvelle fois, les ceintures, battus par Cody Rhodes et Drew McIntyre dans un Tag Team Turmoil match, qui inclut également la Hart Dynasty, Santino Marella, Vladimir Kozlov, Evan Bourne et Mark Henry.
Le 6 décembre à Raw, ils ne remportent pas, pour la seconde fois, les titres unifiés par équipe de la WWE, battus par Santino Marella et Vladimir Kozlov dans un Fatal 4-Way Tag Team match, qui inclut également les Nexus (Heath Slater et Justin Gabriel), Mark Henry et Yoshi Tatsu. Après le combat, leur cousine les trahit et effectue un Face Turn en donnant un baiser au premier des nouveaux vainqueurs.
Le 3 avril 2011 lors du pré-show à WrestleMania XXVII, ils ne remportent pas la Over The Top Rope Battle Royal, gagnée par The Great Khali. Le 25 avril à Raw, lors du Draft, ils sont annoncés être officiellement transféré à SmackDown. Le 7 juin à SmackDown, ils effectuent leurs débuts dans le show bleu en tant que Face, ainsi que leur premier match aux côtés d'Ezekiel Jackson, dans lequel les trois hommes battent The Corre (Heath Slater, Justin Gabriel et Wade Barrett) dans un 6-Man Tag Team match.
Le 1er avril 2012 lors du pré-show à WrestleMania XXVIII, ils ne remportent pas les titres par équipe de Raw, battus par The Colóns (Epico et Primo) dans un Triple Threat Tag Team match, qui inclut également Justin Gabriel et Tyson Kidd. Le 20 mai à Over The Limit, ils ne deviennent pas aspirants no 1 au titre Intercontinental ou à celui des États-Unis de la WWE, battus par Christian dans une 20-Man Battle Royal. Le 17 juin à No Way Out, ils ne deviennent pas aspirants no 1 aux titres par équipe de la WWE, battus par les Prime Time Players (Darren Young et Titus O'Neil) dans un Fatal 4-Way Tag Team match, qui inclut également les Colóns, Justin Gabriel et Tyson Kidd.
Le 14 juillet 2013 lors du pré-show à Money in the Bank, ils ne remportent pas les titres par équipe de la WWE, battus par le Shield (Roman Reigns et Seth Rollins). Le 15 septembre lors du pré-show à Night of Champions, ils ne deviennent pas aspirants no 1 aux titres par équipe de la WWE, battus par The Prime Time Players dans un Tag Team Turmoil match, qui inclut également The Real Americans (Cesaro et Jack Swagger), Tons of Funk (Brodus Clay et Tensai) et 3MB (Drew McIntyre et Heath Slater).
Le 27 octobre à Hell in a Cell, ils ne remportent pas les ceintures par équipe de la WWE, battus par Cody Rhodes et Goldust dans un Triple Threat Tag Team match, qui inclut également le Shield (Roman Reigns et Seth Rollins). Le 24 novembre aux Survivor Series, Cody Rhodes, Goldust, Rey Mysterio et eux perdent face aux Shield et Real Americans dans un Man's 5-on-5 Traditional Survivor Series Elimination Tag Team match.
Le 26 janvier 2014 au Royal Rumble, ils entrent respectivement dans le Royal Rumble match masculin en 9e et 23e positions, mais se font éliminer par Dean Ambrose, Erick Rowan et Luke Harper. Le 23 février à Elimination Chamber, ils ne remportent pas les titres par équipe de la WWE, battus par New Age Outlaws (Road Dogg et Billy Gunn). Le 3 mars à Raw, ils deviennent les nouveaux champions par équipe de la WWE en prenant leur revanche sur leurs mêmes adversaires, remportant les titres pour la première fois de leurs carrières et leurs seconds titres par équipe.
Le 6 avril lors du pré-show à WrestleMania XXX, ils conservent leurs titres an battant les Real Americans, Rybaxel (Ryback et Curtis Axel) et Los Matadores (Diego et Fernando) dans un Fatal 4-Way Elimination Tag Team match. Le 29 juin à Money in the Bank, ils conservent leurs titres en battant la Wyatt Family (Erick Rowan et Luke Harper).
Le 20 juillet à Battleground, ils conservent leurs titres en rebattant leurs mêmes adversaires dans un 2 Out of 3 Falls match. Le 21 septembre à Night of Champions, ils perdent face à Goldust et Stardust, ne conservant pas leurs titres et mettant fin à un règne de 202 jours.
Le 23 novembre aux Survivor Series, ils ne remportent pas les titres par équipe de la WWE, battus par The Miz et Damien Sandow dans un Fatal 4-Way Tag Team match, qui inclut également Goldust, Stardust et Los Matadores. Le 29 décembre à Raw, ils redeviennent champions par équipe de la WWE en prenant leur revanche sur leurs mêmes adversaires, remportant les titres pour la seconde fois.
Le 25 janvier 2015 au Royal Rumble, ils conservent leurs titres en rebattant les anciens champions. Le 22 février à Fastlane, ils perdent face à Cesaro et Tyson Kidd, ne conservant pas leurs titres et mettant fin à un règne de 55 jours. Le 29 mars lors du pré-show à WrestleMania 31, ils ne remportent pas les ceintures par équipe de la WWE, battus par leurs mêmes adversaires dans un Fatal 4-Way Tag Team match, qui inclut également Los Matadores et le New Day (Big E et Kofi Kingston).
Le 22 novembre aux Survivor Series, Ryback, les Lucha Dragons (Kalisto et Sin Cara) et eux battent Sheamus, King Barrett et le New Day dans un Man's 5-on-5 Traditional Survivor Series Elimination Tag Team match. Le 13 décembre à TLC, ils ne remportent pas les titres par équipe de la WWE, battus par le New Day dans un Triple Threat Tag Team Ladder match, qui inclut également les Lucha Dragons.
Le 24 janvier 2016 au Royal Rumble, ils ne remportent pas, une nouvelle fois, les ceintures, rebattus par leurs mêmes adversaires.
Le 3 avril lors du pré-show à WrestleMania 32, ils battent les Dudley Boyz. Le 22 mai à Extreme Rules, ils perdent face aux Good Brothers dans un Tornado Tag Team Match.

#### Draft àSmackDown Liveet quadruples champions par équipe deSmackDown(2016-2019)

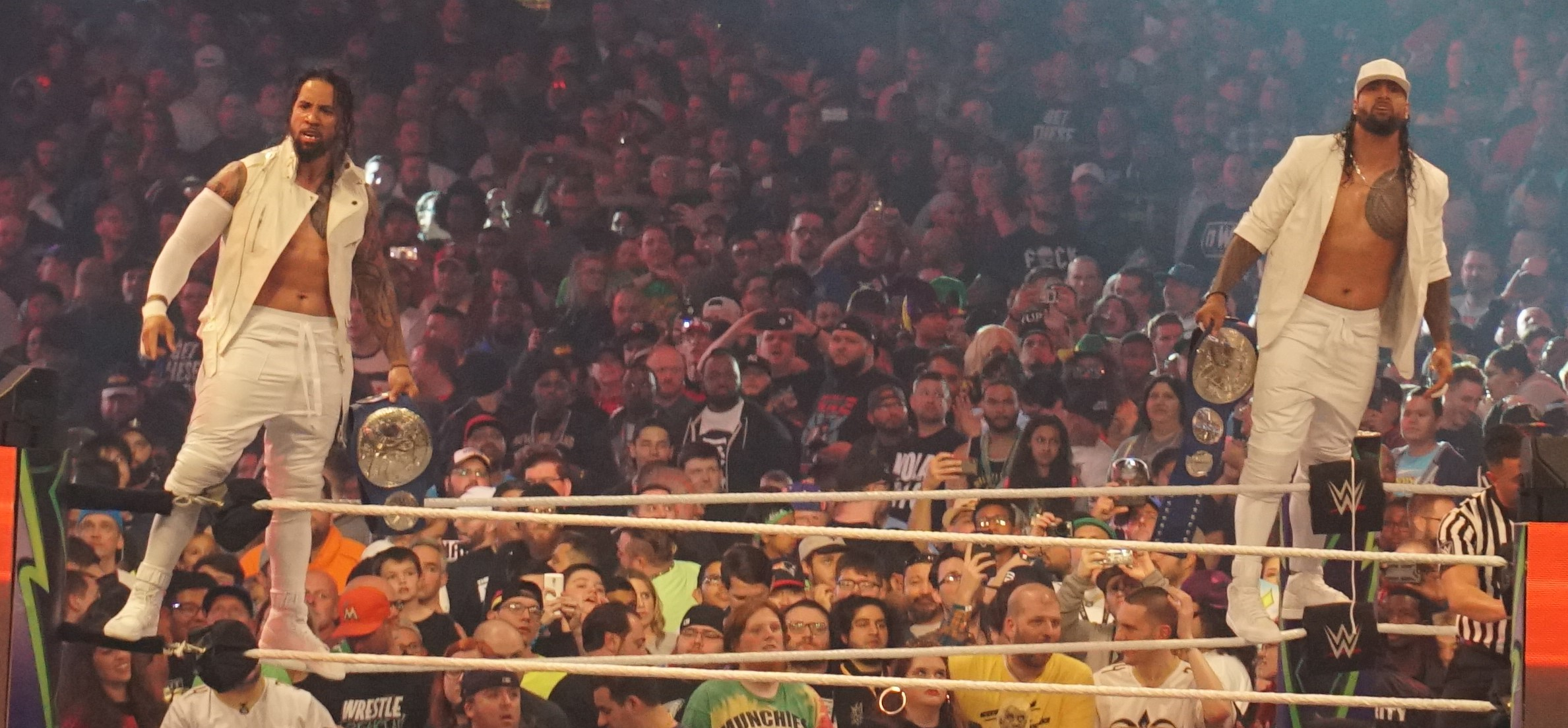
The Usos avec les championnats par équipe de SmackDown lors de WrestleMania 34.

Le 19 juillet lors du Draft, ils sont annoncés être officiellement transférés à SmackDown Live. Le 24 juillet lors du pré-show à Battleground, ils perdent face à Breezango (Fandango et Tyler Breeze). Le 21 août lors du pré-show à SummerSlam, American Alpha (Chad Gable et Jason Jordan), The Hype Bros (Mojo Rawley et Zack Ryder) et eux battent l'Ascension, les Vaudevillains et Breezango dans un 12-Man Tag Team Match. Le 6 septembre à SmackDown Live, ils perdent face à American Alpha en demi-finale du tournoi, désignant les premiers champions par équipe de SmackDown. Après le combat, ils effectuent un Heel Turn en attaquant leurs adversaires et blessant Chad Gable. Le 11 septembre à Backlash, ils battent les Hype Bros et se qualifient pour la finale du même tournoi. Plus tard dans la soirée, ils ne deviennent pas les premiers champions par équipe du show bleu, battus par Heath Slater et Rhyno en finale.
Le 9 octobre à No Mercy, ils ne remportent pas, une nouvelle fois, les ceintures, rebattus par leurs mêmes adversaires. Le 20 novembre aux Survivor Series, l'équipe SmackDown (American Alpha, Breezango, Heath Slater, Rhyno, les Hype Bros et eux) perd face à celle de Raw (le New Day, Enzo Amore, Big Cass, The Bar, les Good Brothers et les Shining Stars) dans un Man's 10-on-10 Traditional Survivor Series Elimination Tag Team match.
Le 12 février 2017 à Elimination Chamber, ils ne remportent pas les titres par équipe de SmackDown, battus par American Alpha dans un Tag Team Turmoil match, après avoir précédemment battu Heath Slater et Rhyno. Le 21 mars à SmackDown Live, ils deviennent les nouveaux champions par équipe de SmackDown en prenant leur revanche sur leurs mêmes adversaires, remportant les titres pour la première fois de leurs carrières.
Le 21 mai à Backlash, ils conservent leurs titres en battant Breezango. Le 19 juin à Money in the Bank, ils perdent face au New Day par Count Out, mais conservent leurs titres.
Le 23 juillet à Battleground, ils reperdent face à ses mêmes adversaires, ne conservant pas leurs titres et mettant fin à un règne de 124 jours. Le 20 août lors du pré-show à SummerSlam, ils redeviennent champions par équipe de SmackDown en prenant leur revanche sur leurs rivaux, remportant les titres pour la seconde fois. Le 12 septembre à SmackDown Live, ils reperdent face au New Day dans un Sin City Street Fight Match, ne conservant pas leurs titres et mettant fin à un règne de 23 jours.
Le 8 octobre à Hell in a Cell, ils redeviennent champions par équipe de SmackDown en prenant leur revanche sur leurs adversaires dans un Hell in a Cell Match, remportant les titres pour la troisième fois. Deux soirs plus tard à SmackDown Live, ils effectuent un Face Turn après avoir annoncé au trio que celui-ci a gagné leur respect après Hell in a Cell, avant d'être interrompus par les autres équipes. Le 19 novembre aux Survivor Séries, ils battent les champions par équipe de Raw, The Bar, dans un Champions vs. Champions Tag Team Match. Le 17 décembre à Clash of Champions, ils conservent leurs titres en battant le New Day, Chad Gable, Shelton Benjamin et Rusev Day (Aiden English et Rusev) dans un Fatal 4-Way Tag Team match.
Le 28 janvier 2018 au Royal Rumble, ils conservent leurs titres en battant Chad Gable et Shelton Benjamin dans un 2 Out of 3 Falls Match. Le 11 mars à Fastlane, leur match face au New Day se termine en No Contest, à la suite de l'attaque des Bludgeon Brothers sur les deux équipes, mais ils conservent leurs titres.
Le 8 avril à WrestleMania 34, ils perdent face aux Bludgeon Brothers dans un Triple Threat Tag Team match, qui inclut également le New Day, ne conservant pas leurs titres et mettant fin à un règne de 182 jours. Le 27 avril au Greatest Royal Rumble, ils ne remportent pas les titres par équipe de SmackDown, rebattus par leurs mêmes adversaires.
Le 18 novembre lors du pré-show aux Survivor Séries, l'équipe SmackDown (le New Day, les Good Brothers, SAnitY, les Colóns et eux) bat celle de Raw (Bobby Roode, Chad Gable, les Revival, la B-Team, Lucha House Party et l'Ascension) dans un Man's 10-on-10 Traditional Survivor Series Man's Elimination Tag Team match. Le 16 décembre à TLC, ils ne remportent pas les titres par équipe de SmackDown, battus par The Bar dans un Triple Threat Tag Team match, qui inclut également le New Day.
Le 17 février 2019 à Elimination Chamber, ils redeviennent champions par équipe de SmackDown en battant le Miz et Shane McMahon, remportant les titres pour la quatrième fois. Le 10 mars à Fastlane, ils conservent leurs titres en battant leurs mêmes adversaires.
Le 7 avril à WrestleMania 35, ils conservent leurs titres en battant Aleister Black, Ricochet, The Bar, Rusev et Shinsuke Nakamura dans un Fatal 4-Way Tag Team Match. Deux soirs plus tard à SmackDown Live, ils perdent face aux Hardy Boyz, ne conservant pas leurs titres et mettant fin à un règne de 51 jours.

#### Draft àRawet retour àSmackDown(2019-2020)
Le 15 avril à Raw, lors du Superstar Shake-Up, ils font leur retour dans le show rouge, puis battent Bobby Roode et Chad Gable. Le 19 mai lors du pré-show à Money in the Bank, ils battent Rowan et "The New" Daniel Bryan dans un match sans enjeu.
Le 14 juillet à Extreme Rules, ils ne remportent pas les titres par équipe de Raw, battus par les Revival.
Le 3 janvier 2020 à SmackDown, ils effectuent leur retour, dans le show bleu, en venant en aide à leur cousin Roman Reigns, attaqués par King Corbin et Dolph Ziggler. Le 8 mars à Elimination Chamber, ils ne remportent pas les titres par équipe de SmackDown, battus par John Morrison et The Miz dans un Elimination Chamber match, qui inclut également le New Day, les Dirty Dawgs, Heavy Machinery et Lucha House Party.
Le 4 avril à WrestleMania 36, son frère jumeau ne remporte pas les titres par équipe de SmackDown, battu par John Morrison dans un Triple Threat Ladder match, qui inclut également Kofi Kingston. Le 17 avril à SmackDown, il ne remporte pas, lui aussi, les titres par équipe de SmackDown, battu par Big E dans un Triple Threat Match, qui inclut également le Miz.

#### The Bloodline, champions incontestés par équipe de la WWE et rivalité avec le clan (2020-2023)
En mai 2020, son frère se blesse et doit s'absenter pour une durée allant de six à neuf mois.
Le 27 septembre à Clash of Champions, il ne remporte pas le titre Universel de la WWE, battu par Roman Reigns par abandon, après l'intervention de son frère jumeau pour arrêter le combat.
Le 25 octobre à Hell in a Cell, il ne remporte pas, une nouvelle fois, le titre Universel de la WWE, battu par son cousin dans un Hell in a Cell I Quit Match. Le 30 octobre à SmackDown, il bat Daniel Bryan, s'ajoutant dans l'équipe masculine du show bleu pour les Survivor Series. Après le combat, il effectue un Heel Turn en attaquant son adversaire avec un Superkick et trois Splashs, dont un sur la table des commentateurs, et s'agenouille devant son cousin, le reconnaissant comme son chef de tribu. Le 22 novembre aux Survivor Séries, l'équipe SmackDown (Kevin Owens, King Corbin, Otis, Seth Rollins et lui) perd face à l'équipe Raw (AJ Styles, Braun Strowman, Sheamus, Keith Lee et Riddle) dans un 5-on-5 Traditional Survivor Series Man's Elimination Match. Plus tard dans la soirée, il aide Roman Reigns à battre Drew McIntyre dans le Champion vs. Champion Match.
Le 21 février 2021 à Elimination Chamber, il ne devient pas aspirant no 1 au titre Universel de la WWE, battu par Daniel Bryan dans un Elimination Chamber match, qui inclut également Cesaro, Kevin Owens, Sami Zayn et King Corbin.
Le 9 avril à SmackDown special WrestleMania, il remporte la Andre the Giant Memorial Battle Royal en éliminant Shinsuke Nakamura en dernière position. Le 7 mai à SmackDown, son frère effectue son retour de blessure, après un an d'absence, ce qui créent des tensions entre son cousin et lui. Le 18 juin à SmackDown, après la victoire de Roman Reigns sur Rey Mysterio dans un Hell in a Cell Match, Jimmy effectue aussi un Heel Turn en célébrant avec son cousin.
Le 18 juillet lors du pré-show à Money in the Bank, ils redeviennent champions par équipe de SmackDown en battant Los Mysterios (Dominik Mysterio et Rey Mysterio), remportant les titres pour la 5e fois. Le 21 août à SummerSlam, ils conservent leurs titres en battant leurs mêmes adversaires. Le 26 septembre à Extreme Rules, ils conservent leurs titres en battant les Street Profits.
Le 21 octobre lors du pré-show à Crown Jewel, ils battent le Hurt Business (Cedric Alexander et Shelton Benjamin) dans un match sans enjeu. Le 21 novembre aux Survivor Series, ils perdent face aux champions par équipe de Raw, RK-Bro (Randy Orton et Riddle), dans un Champions vs. Champions Tag Team match.
Le 1er janvier 2022 à Day 1, ils conservent leurs titres en battant le New Day. Le 19 février à Elimination Chamber, leur match face aux Viking Raiders se termine en No Contest, le match n'ayant pas lieu, mais ils conservent leurs titres.
Le 2 avril à WrestleMania 38, ils conservent leurs titres en battant Rick Boogs et Shinsuke Nakamura. Le 8 mai à WrestleMania Backlash, leur cousin et eux battent RK-Bro (Randy Orton et Riddle) et Drew McIntyre dans un 6-Man Tag Team Match. Le 20 mai à SmackDown, ils conservent leurs titres et redeviennent champions par équipe de Raw en battant RK-Bro dans un Winner Takes All Match, aidés par une intervention extérieure de Roman Reigns et Paul Heyman, remportant les titres pour la troisième fois, devenant doubles champions par équipe et unifiant les quatre titres.
Le 2 juillet à Money in the Bank, ils conservent leurs titres en battant les Street Profits. Le 30 juillet à SummerSlam, ils conservent leurs titres en rebattant leurs mêmes adversaires.
Le 5 novembre à Crown Jewel, ils conservent leurs titres en battant les Brawling Brutes (Butch et Ridge Holland). Le 26 novembre aux Survivor Series WarGames, la Bloodline bat les Brawling Brutes (Sheamus, Ridge Holland et Butch), Drew McIntyre et Kevin Owens dans un Man's WarGames match.
Le 28 janvier 2023 au Royal Rumble, après la conservation des titres de Roman Reigns sur Kevin Owens, le Samoan et eux tabassent son adversaire, mais Sami Zayn s'interpose. Le Tribal Chief donne une chaise à ce dernier, mais celui-ci effectue un Face Turn en le retournant contre le Samoan, avant que Jimmy Uso, Solo Sikoa et le champion Universel incontesté de la WWE ne le tabassent également. Il refuse d'y participer et part de son côté, ce qui créé des tensions dans le clan.
Le 1er avril à WrestleMania 39, ils perdent face à Kevin Owens et Sami Zayn, ne conservant pas leurs titres et mettant fin à un règne de 938 jours. Le 6 mai à Backlash, leur frère cadet et eux battent Matt Riddle et les deux Canadiens dans un 6-Man Tag Team match. Le 27 mai à Night of Champions, pendant le match entre Kevin Owens, Sami Zayn, Roman Reigns et Solo Sikoa pour les titres incontestés par équipe de la WWE, ils interviennent en attaquant d'abord les deux Canadiens, mais portent ensuite un Superkick sur leur frère cadet par erreur. Jimmy effectue un Face Turn en portant deux Superkicks à son désormais ex-Tribal Chief, tandis qu'il effectue un Tweener Turn, car il semble indécis entre choisir le camp de son frère aîné ou celui de son cousin, bien qu'il quitte le ring avec le premier. Le 16 juin à SmackDown, il effectue aussi un Face Turn en annonçant quitter officiellement la Bloodline avec son frère aîné et porte un Superkick sur son ex-Tribal Chief. Les jumeaux portent ensuite un Superkick sur leur frère cadet et un autre sur Roman Reigns.
Le 1er juillet à Money in the Bank, ils battent Roman Reigns et Solo Sikoa dans un Bloodline Civil War Tag Team match, faisant subir à leur cousin sa première défaite après 3 ans et demi d'invincibilité.

#### Draft àRawet double champion incontesté par équipe de la WWE avec Cody Rhodes (2023-2024)
Le 5 août à SummerSlam, il ne remporte pas le titre Universel incontesté de la WWE, battu par son cousin. Pendant le combat, son propre frère aîné Jimmy intervient dans le match et effectue un Heel Turn en lui portant un Superkick. Six soirs plus tard à SmackDown, il demande des explications à son frère aîné, qui lui révèle avoir fait ça par amour, car ce dernier avait peur qu'il devienne comme Roman Reigns, à savoir corrompu par le pouvoir et l'argent. Après avoir porté un Superkick au Tribal Chief qui lui a demandé de le reconnaître, il porte également un Superkick sur son frère jumeau, puis annonce quitter la Bloodline, le show bleu et la compagnie, ce qui provoque la séparation du duo fraternel. Le 2 septembre à Payback, Cody Rhodes, invité du Grayson Waller Effect de Grayson Waller, le présente comme nouveau membre du roster de Raw.
Le 7 octobre à Fastlane, Cody Rhodes et lui deviennent les nouveaux champions par équipe de Raw et de SmackDown en battant le Judgment Day (Damian Priest et Finn Bálor). Le 16 octobre à Raw, ils ne conservent pas leurs ceintures, battus par leurs mêmes adversaires dans un match revanche, ce qui met fin à un règne de 9 jours. Le 25 novembre aux Survivor Series: WarGames, Randy Orton, Seth "Freakin" Rollins, Sami Zayn, Cody Rhodes et lui battent le Judgment Day et Drew McIntyre dans un Men's WarGames match.
Le 6 avril 2024 à WrestleMania XL, il bat son frère jumeau. Le 4 mai à Backlash, il ne remporte pas le championnat du monde poids-lourds, battu par Damian Priest.
Le 6 juillet à Money in the Bank, il participe à son premier Men's Money in the Bank Ladder match, mais ne remporte pas la mallette, gagnée par Drew McIntyre.

#### Champion Intercontinental et retour des Usos (2024)
Le 23 septembre à Raw, il devient le nouveau champion Intercontinental en battant Bron Breakker, remporte le titre pour la première fois de sa carrière et son premier titre personnel.
Le 21 octobre à Raw, il ne conserve pas sa ceinture, battu par son même adversaire dans un match revanche qui a reçu l'aide des interventions extérieures de la Bloodline. Quatre soirs plus tard à SmackDown, il aide les Motor City Machine Guns à gagner les titres par équipes contre Tama Tonga et Tonga Loa. Après le combat, il se réconcilie avec son frère jumeau et ils reforment leur duo. Le 2 novembre à Crown Jewel, Roman Reigns et eux perdent face à la Bloodline dans un 6-Man Tag Team match. Le 30 novembre aux Survivor Series: WarGames, Roman Reigns, CM Punk, Sami Zayn et eux battent The Bloodline (Solo Sikoa, Jacob Fatu, Tama Tonga, Tanga Loa) et "Big" Bronson Reed dans un Men's WarGames match.

#### Vainqueur duRoyal Rumbleet champion du monde poids-lourds (2025-...)
Le 25 janvier 2025 à Saturday Night's Main Event XXXVIII, il ne remporte pas le titre mondial poids-lourds, battu par Gunther. La semaine suivante au Royal Rumble, il entre dans le Men's Royal Rumble match en 20e position et le remporte en éliminant Shinsuke Nakamura, Sami Zayn et John Cena en dernier. Neuf soirs plus tard à Raw, bien qu'il se fasse attaquer par le catcheur autrichien, il le choisit officiellement comme adversaire pour WrestleMania 41. 
Le 19 avril à WrestleMania 41, il devient le nouveau champion du monde poids-lourds en prenant sa revanche sur The Ring General par soumission, remporte le titre pour la première fois de sa carrière et son second titre personnel. Le 9 juin à Raw, il ne conserve pas sa ceinture, rebattu par le catcheur autrichien de la même manière.
Le 2 août à SummerSlam, son cousin et lui battent Bron Breakker et "Big" Bronson Reed.

## Palmarès
- Florida Championship Wrestling
  - 1 fois champion par équipes de la FCW Florida - avec Jimmy Uso
- World Wrestling Entertainment
  - 1 fois champion du monde poids-lourds de la WWE
  - 1 fois champion Intercontinental
  - 4 fois champion par équipes de Raw - Jimmy Uso (3), Cody Rhodes (1)
  - 6 fois champion par équipes de SmackDown (règne le plus long) - Jimmy Uso (5), Cody Rhodes (1)
  - 38e Triple Crown Champion
  - Vainqueur du Royal Rumble (2025)
  - Vainqueur de la André the Giant Memorial Battle Royal (2021)
  - Slammy Award (2 fois)
    - Équipe de l'année 2014[124]
    - Équipe de l'année 2015[125]

## Récompenses des magazines
- Pro Wrestling Illustrated

| Année | 2010 | 2011 | 2012 | 2013 | 2014 | 2015 | 2016 | 2017 | 2018 | 2019 | 2020 | 2021 | 2022 | 2023       | 2024 |
| ----- | ---- | ---- | ---- | ---- | ---- | ---- | ---- | ---- | ---- | ---- | ---- | ---- | ---- | ---------- | ---- |
| Rang  | 291  | 192  | 91   | 110  | 26   | 72   | 90   | 83   | 65   | 62   | 183  | 45   | 139  | Non classé | 17   |

- Slammy Awards
  - Équipe de l'année 2014 et 2015

## Vie privée
Il est actuellement en couple, marié avec Takecia Travis et papa de deux garçons nommés Jaciyah et Jeyce.
Il est le frère jumeau de Jimmy Uso